# سلطان باهو
سلطان باهو (۱۰۳۹ - ۱۱۰۲ هـ ق) از عارفان هند در سدهٔ دوازدهم بود.
او در روستای اعوان در ایالت جَهنْگ (استان پنجاب در پاکستان) زاده شد و در ۶۳ سالگی در ۱۱۰۲ درگذشت.
باهو مؤلف ۱۴۰ اثر عرفانی و مذهبی به زبان‌های فارسی و عربی بود.
او ابیات خود را به صورت سی حرفی گفته‌است یعنی مصرعٔ اول هر بند به ترتیب حروف تهجّی می‌آید و در آخر هر مصرع واژهٔ «هو» می‌آید که بیت را آهنگ خاصی می‌بخشد.

## آثار
آثار فارسی و عربی او بدین شرح است:
1. اسرار القادری
2. امیر الکونین
3. اورنگ شاهی (فارسی)
4. توفیق الهدایة
5. جامع الاسرار
6. حجة الاسرار
7. دیوان باهو
8. رساله روحی
9. سلطان الوهم
10. شمس‌العارفین (فارسی)
11. عقل بیدار (فارسی)
12. عین‌العارفین
13. عین‌الفقر (فارسی)
14. فضل اللقاء
15. قرب دیدار
16. کشف الاسرار
17. کلید توحید (فارسی)
18. کلید جنت (فارسی)
19. گنج الاسرار
20. مجالسة النبی
21. محبة الاسرار
22. محکم الفقراء
23. محک‌الفقر (فارسی)
24. مفتاح‌العارفین (فارسی)
25. نور الهدی
26. نور الهدایة

یگانه اثر او به زبان پنجابی که در دست است ابیات سلطان باهو ست.